# Tricimba flavolineata
Tricimba flavolineata är en tvåvingeart som först beskrevs av Oswald Duda 1930.  Tricimba flavolineata ingår i släktet Tricimba och familjen fritflugor.
Artens utbredningsområde är Costa Rica. Inga underarter finns listade i Catalogue of Life.